# (200222) 1999 TB266
(200222) 1999 TB266 es un asteroide perteneciente al cinturón de asteroides, descubierto el 3 de octubre de 1999 por el equipo del Lincoln Near-Earth Asteroid Research desde el Laboratorio Lincoln, Socorro, Nuevo México.

## Designación y nombre
Designado provisionalmente como 1999 TB266.

## Características orbitales
1999 TB266 está situado a una distancia media del Sol de 2,628 ua, pudiendo alejarse hasta 3,176 ua y acercarse hasta 2,080 ua. Su excentricidad es 0,208 y la inclinación orbital 10,64 grados. Emplea 1556,46 días en completar una órbita alrededor del Sol.

## Características físicas
La magnitud absoluta de 1999 TB266 es 15,8. Tiene 5 km de diámetro y su albedo se estima en 0,053.